# Джахарис, Майкл
Майкл Джаха́рис-мла́дший (англ. Michael Jaharis, Эммануи́л Заха́рис, греч. Εμμανουήλ Ζαχάρης; 16 июля 1928, Эванстон, Иллинойс — 17 февраля 2016, Нью-Йорк, Нью-Йорк) — американский бизнесмен в области фармацевтической промышленности, филантроп, миллиардер. Основатель компаний «Kos Pharmaceuticals» и «Vatera Healthcare Partners», а также соучредитель компании «Arisaph Pharmaceuticals». Был одним из самых заметных и влиятельных представителей греческой диаспоры. Ветеран Корейской войны. Командор Ордена Почёта (Греция, 2007).

## Биография

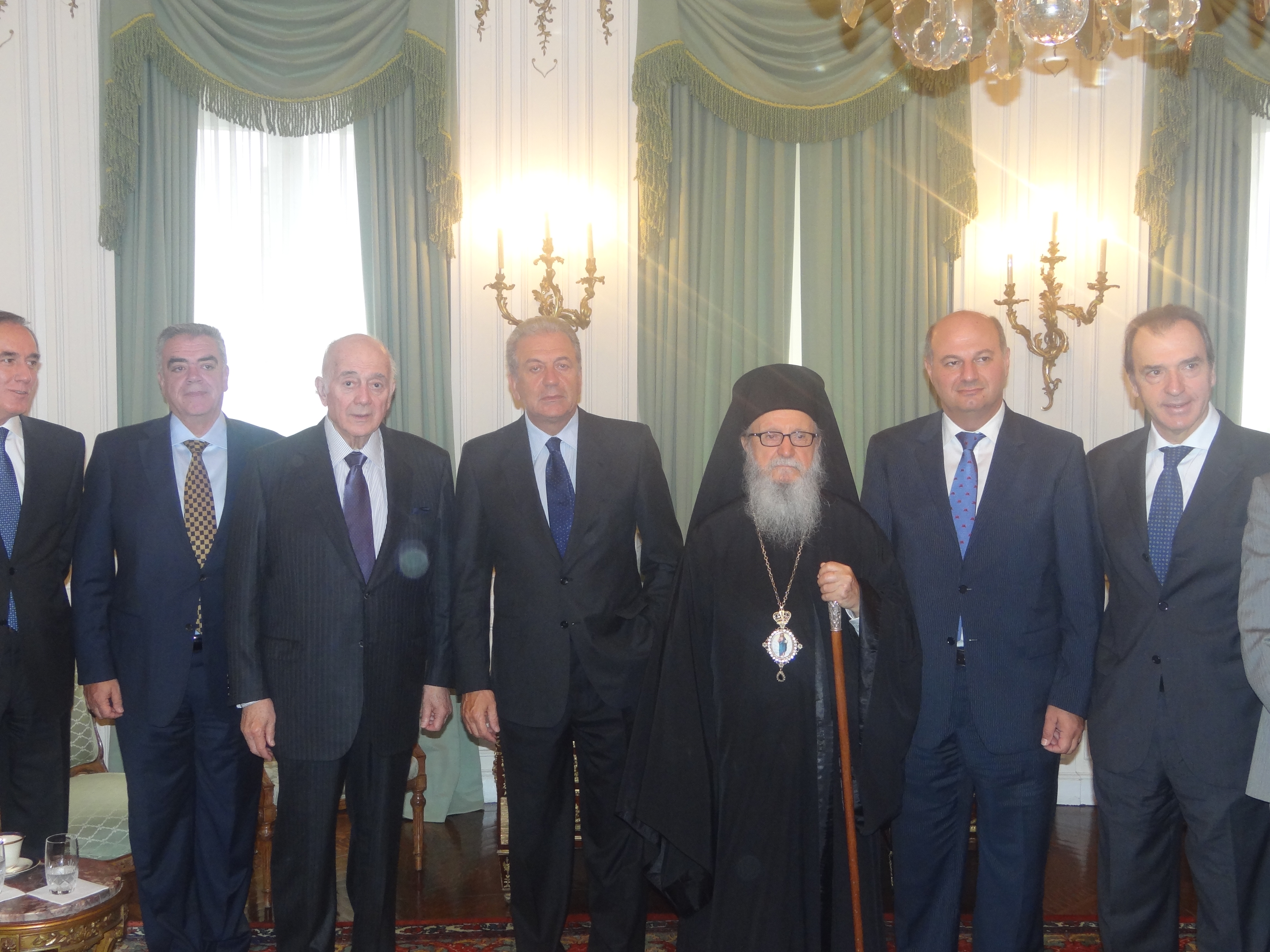
Майкл Джахарис (третий слева) на встрече с министром иностранных дел Греции Димитрисом Аврамопулосом (Нью-Йорк, США, 2012)

Родился в семье греков Майкла и Катерины Захарисов родом из деревни Агия Параскеви на острове Лесбос (Северо-Эгейские острова, Королевство Греция), иммигрировавших в США в 1908 году.
В 1950 году окончил Колледж Кэрролла (сегодня университет) со степенью бакалавра гуманитарных наук.
Практически сразу после окончания колледжа принимал участие в Корейской войне. Был призван в Армию США, в конечном итоге попав в подразделение Медицинского корпуса в Целль-ам-Зе (Австрия), где участвовал в организации управления медицинским и фармацевтическим снабжением.
В 1958 году получил степень доктора права в Юридическом колледже Университета Де Поля.
В 1961—1972 годах работал в компании «Miles Laboratories».
В 1972 году совместно с Филлипом Фростом выкупил компанию «Key Pharmaceuticals», став её президентом и CEO. Под руководством Джахариса компания наладила устойчивый выпуск препарата «Theo-Dur» (теофиллин), ставшего на тот момент самым популярным лекарством от астмы в стране, а также «Nitro-Dur» (нитроглицерин). В 1986 году «Key Pharmaceuticals» выкупила корпорация «Schering-Plough».
В 1988 году основал компанию «Kos Pharmaceuticals», назвав её в честь греческого острова Кос, на котором родился Гиппократ. В 2006 году компания была продана корпорации «Abbott Labs» за 4,2 млрд долларов.
В 1986 году супруги Майкл и Мэри Джахарисы учредили благотворительный фонд «Jaharis Family Foundation, Inc.».
В 2007 году основал ООО «Vatera Healthcare Partners».
Делал благотворительные пожертвования Юридическому колледжу Университета Де Поля, Медицинскому центру Колумбийского университета, Медицинскому колледжу Вейл Корнелл Корнеллского университета, Медицинской школе Университета Тафтса, Метрополитен-музею, Чикагскому институту искусств и Метрополитен-опере. Также вкладывал средства в восстановление церкви Святого Николая на Манхэттене в Нью-Йорк, полностью уничтоженной во время теракта 11 сентября 2001 года.
Являлся соучредителем благотворительных фондов «Leadership 100» (с Энди Атенсом и др.) и «FAITH: An Endowment for Orthodoxy & Hellenism», предоставляющих финансовую поддержку институтам Греческой Православной Архиепископии Америки для продвижения греческого православия и эллинизма в США. Был членом совета директоров фонда «Onassis Public Benefit», вице-председателем Архиепископского совета Американской архиепископии (с 2000 года). Также являлся членом Ордена святого апостола Андрея, носил оффикий (титул) архонта-экзархоса Константинопольского Патриархата.
Умер 17 февраля 2016 года у себя дома в Нью-Йорке на 87 году жизни.

## Личная жизнь
В браке с Мэри Джахарис (дев. Спирос) имел сына Стивена и дочь Кэтрин, а также пятерых внуков.